# شاخص آنی
شاخص آنی یا شاخص فوریت (به انگلیسی: Immediacy index) اندازه‌گیری چگونه موضعی و فوری اثر در یک مجله علمی منتشر شده است. که همراه با اندازه‌گیری ضریب تأثیر بهتر شناخته شده است. و هر سال توسط مؤسسه اطلاعات علمی برای آن دسته از مجلات که در آن نمایه شده‌اند، محاسبه شده است. هر دو ضریب تاثیر و شاخص‌های آنی سالانه در گزارش استنادی مجله منتشر شده است.

## محاسبه
شاخص آنی بر اساس مقالات منتشر شده در یک مجله در یک سال تقویمی واحد محاسبه می‌شود. برای مثال، شاخص فوریت سال ۲۰۰۵ برای یک مجله می‌توان به شرح زیر محاسبه می‌شود:

A = تعداد کل استنادات به مقاله های سال ۲۰۰۵ دریک مجله 

B = تعداد کل مقاله‌هایی که درهمان  مجله در سال ۲۰۰۵ منتشر شده است

شاخص فوریت سال ۲۰۰۵ = A / B